# アンドレイ・スホベツキー
アンドレイ・アレクサンドロヴィチ・スホベツキー（ロシア語: Андрей Александрович Суховецкий、1974年6月27日 - 2022年2月28日）は、ロシアの空挺軍軍人。最終階級は少将。
2022年ロシアのウクライナ侵攻で死亡した。

## 生涯

### 経歴
1974年6月25日に誕生。
1995年にリャザン空挺軍大学を卒業したのち、昇進していく。
2008年のジョージアとの戦争ではアブハジアで戦った。翌年にはロシア連邦諸兵科連合大学を卒業。
2014年のクリミア侵攻やシリア侵攻にも参加。
2018年に参謀本部軍事大学を卒業。
2019年から2021年まで第7親衛空挺師団の師団長を務めた。少将に昇進。
2021年10月に第41諸兵科連合軍副司令官に就任。このポストで2022年2月24日から開始されたウクライナ侵攻に従軍。彼は侵攻中にスペツナズを率いた。

### 死亡
2022年2月28日に戦死した。ウクライナ情報筋によると、スホベツキーはホストメリ市内もしくはホストメリ空港に到着した際にウクライナ軍の狙撃兵により射殺されたという。ある報告によると彼は立ち往生していたロシア軍のキエフへの車列の前に行こうとしていたという。
ロシア大統領ウラジーミル・プーチンも演説で彼の死について言及した。